# Liste der Trainer der World Hockey Association
Die Liste der Trainer der World Hockey Association listet alle Cheftrainer der World Hockey Association, die während des Bestehens der Liga von 1972 bis 1979 ein Team durch mindestens ein WHA-Spiel geführt haben.
Die World Hockey Association startete in der Saison 1972/73 mit zwölf Mannschaften und den Trainern Jack Kelley, Bobby Hull, Bill Needham, Bill Dineen, Terry Slater, Ray Kinasewich, Glen Sonmor, John McKenzie, Billy Harris, Maurice Richard, Camille Henry und Marcel Pronovost. Der erfolgreichste und zugleich am längsten aktive Trainer war Bill Dineen, der in allen sieben Spielzeiten der Liga im Einsatz war und mit den Houston Aeros zwei Mal die Avco World Trophy gewann. Er hält auch die Rekorde für die meisten Spiele (545), Siege (318), Niederlagen (199), Unentschieden (28) und Punkte (664). Ebenfalls erfolgreich waren Larry Hillman, Tom McVie, Marc Boileau, Jack Kelley und Bobby Kromm, die jeweils ein Mal die Avco World Trophy gewannen.
Mit Ian Wilkie stand ein Trainer nur in einem WHA-Spiel als Interimstrainer an der Bande. Wilkie, damals als Übergangslösung bei den New York Raiders, gewann sein einziges Spiel.
| Inhaltsverzeichnis                                                                           |
| 1 Alphabetische Auflistung                                                                   |
| 2 Zeitliche Auflistung                                                                       |
| 3 Statistik 3.1 Meiste Spiele 3.2 Meiste Siege 3.3 Meiste Punkte und Avco-World-Trophy-Siege |

## Alphabetische Auflistung
Abkürzungen: S = Siege, N = Niederlagen, U = Unentschieden, Pts = Punkte, Win % = Siegesquote
Anmerkungen: In dieser Tabelle werden nur die Spiele der Regular Season aufgeführt.
| Name               | Saisons                         | Teams                                                       | Spiele | S   | N   | U  | Pts | Win % |
| ------------------ | ------------------------------- | ----------------------------------------------------------- | ------ | --- | --- | -- | --- | ----- |
| John Bassett       | 1977/78                         | Birmingham Bulls                                            | 3      | 0   | 3   | 0  | 0   | 0.000 |
| Andy Bathgate      | 1973/74                         | Vancouver Blazers                                           | 59     | 21  | 37  | 1  | 43  | 0.364 |
| Bobby Baun         | 1975/76                         | Toronto Toros                                               | 55     | 15  | 35  | 5  | 35  | 0.318 |
| Don Blackburn      | 1975/76 1978/79                 | New England Whalers                                         | 44     | 18  | 23  | 3  | 39  | 0.443 |
| Marc Boileau       | 1976/77–1977/78                 | Nordiques de Québec                                         | 140    | 74  | 61  | 5  | 153 | 0.546 |
| John Brophy        | 1978/79                         | Birmingham Bulls                                            | 80     | 32  | 42  | 6  | 70  | 0.438 |
| Joe Crozier        | 1974/75 1975/76–1976/77         | Vancouver Blazers Calgary Cowboys                           | 239    | 109 | 117 | 13 | 231 | 0.483 |
| Jacques Demers     | 1975/76–1976/77 1977/78 1978/79 | Indianapolis Racers Cincinnati Stingers Nordiques de Québec | 311    | 144 | 145 | 22 | 310 | 0.498 |
| Bill Dineen        | 1972/73–1977/78 1978/79         | Houston Aeros New England Whalers                           | 545    | 318 | 199 | 28 | 664 | 0.609 |
| Clare Drake        | 1975/76                         | Edmonton Oilers                                             | 48     | 18  | 28  | 2  | 38  | 0.396 |
| Maurice Filion     | 1972/73 1977/78                 | Nordiques de Québec                                         | 97     | 45  | 46  | 6  | 96  | 0.495 |
| Jean-Guy Gendron   | 1974/75–1975/76                 | Nordiques de Québec                                         | 159    | 96  | 59  | 4  | 196 | 0.616 |
| Bill Goldsworthy   | 1977/78                         | Indianapolis Racers                                         | 29     | 8   | 20  | 1  | 17  | 0.293 |
| Bep Guidolin       | 1976/77                         | Edmonton Oilers                                             | 63     | 25  | 36  | 2  | 52  | 0.413 |
| John Hanna         | 1974/75                         | Cleveland Crusaders                                         | 33     | 14  | 18  | 1  | 29  | 0.439 |
| Billy Harris       | 1972/73 1973/74–1974/75         | Ottawa Nationals Toronto Toros                              | 197    | 99  | 89  | 9  | 207 | 0.525 |
| Camille Henry      | 1972/73 1973/74                 | New York Raiders New York Golden Blades/Jersey Knights      | 97     | 38  | 55  | 4  | 80  | 0.412 |
| Larry Hillman      | 1977/78–1978/79                 | Winnipeg Jets                                               | 141    | 78  | 55  | 8  | 164 | 0.582 |
| Harry Howell       | 1973/74 1974/75                 | New York Golden Blades/Jersey Knights San Diego Mariners    | 136    | 69  | 61  | 6  | 144 | 0.529 |
| Sandy Hucul        | 1974/75–1975/76                 | Phoenix Roadrunners                                         | 158    | 78  | 66  | 14 | 170 | 0.538 |
| Bobby Hull         | 1972/73–1974/75                 | Winnipeg Jets                                               | 169    | 81  | 79  | 9  | 171 | 0.506 |
| Bill Hunter        | 1974/75–1975/76                 | Edmonton Oilers                                             | 52     | 15  | 33  | 4  | 34  | 0.327 |
| Ron Ingram         | 1975/76–1976/77 1977/78         | San Diego Mariners Indianapolis Racers                      | 212    | 92  | 106 | 14 | 198 | 0.467 |
| Jack Kelley        | 1972/73 1974/75–1975/76         | New England Whalers                                         | 116    | 63  | 48  | 5  | 131 | 0.565 |
| Pat Kelly          | 1976/77                         | Birmingham Bulls                                            | 57     | 24  | 30  | 3  | 51  | 0.447 |
| Ray Kinasewich     | 1972/73                         | Alberta Oilers                                              | 78     | 38  | 37  | 3  | 79  | 0.506 |
| Bobby Kromm        | 1975/76–1976/77                 | Winnipeg Jets                                               | 161    | 98  | 59  | 4  | 200 | 0.621 |
| Bob Leduc          | 1974/75                         | Toronto Toros                                               | 37     | 20  | 16  | 1  | 41  | 0.554 |
| Gilles Léger       | 1975/76 1976/77                 | Toronto Toros Birmingham Bulls                              | 50     | 16  | 33  | 1  | 33  | 0.330 |
| Boris Majorow      | 1977/78–1978/79                 | Soviet All-Stars                                            | 14     | 7   | 5   | 2  | 16  | 0.571 |
| Jack McCartan      | 1973/74 1974/75                 | Minnesota Fighting Saints                                   | 3      | 2   | 1   | 0  | 4   | 0.667 |
| Ted McCaskill      | 1973/74                         | Los Angeles Sharks                                          | 59     | 20  | 39  | 0  | 40  | 0.339 |
| John McKenzie      | 1972/73 1973/74                 | Philadelphia Blazers Vancouver Blazers                      | 14     | 4   | 10  | 0  | 8   | 0.286 |
| Tom McVie          | 1978/79                         | Winnipeg Jets                                               | 19     | 11  | 8   | 0  | 22  | 0.579 |
| Gerry Moore        | 1974/75–1975/76                 | Indianapolis Racers                                         | 83     | 19  | 61  | 3  | 41  | 0.247 |
| Harry Neale        | 1972/73–1975/76 1975/76–1977/78 | Minnesota Fighting Saints New England Whalers               | 404    | 208 | 175 | 21 | 437 | 0.541 |
| Bill Needham       | 1972/73–1973/74                 | Cleveland Crusaders                                         | 156    | 80  | 64  | 12 | 172 | 0.551 |
| Stanislav Neveselý | 1977/78                         | Tschechoslowakei                                            | 8      | 1   | 6   | 1  | 3   | 0.188 |
| Rudy Pilous        | 1974/75                         | Winnipeg Jets                                               | 65     | 34  | 26  | 5  | 73  | 0.562 |
| Jacques Plante     | 1973/74                         | Nordiques de Québec                                         | 78     | 38  | 36  | 4  | 80  | 0.513 |
| Marcel Pronovost   | 1972/73                         | Chicago Cougars                                             | 78     | 26  | 50  | 2  | 54  | 0.346 |
| Jerry Rafter       | 1977/78                         | Cincinnati Stingers                                         | 5      | 2   | 3   | 0  | 4   | 0.400 |
| Maurice Richard    | 1972/73                         | Nordiques de Québec                                         | 2      | 1   | 1   | 0  | 2   | 0.500 |
| Al Rollins         | 1976/77                         | Phoenix Roadrunners                                         | 80     | 28  | 48  | 4  | 60  | 0.375 |
| Ron Ryan           | 1973/74–1974/75                 | New England Whalers                                         | 151    | 83  | 59  | 9  | 175 | 0.579 |
| Glen Sather        | 1976/77–1978/79                 | Edmonton Oilers                                             | 178    | 95  | 76  | 7  | 197 | 0.553 |
| Brian C. Shaw      | 1973/74–1974/75                 | Edmonton Oilers                                             | 137    | 68  | 63  | 6  | 142 | 0.518 |
| Terry Slater       | 1972/73–1973/74 1975/76–1976/77 | Los Angeles Sharks Cincinnati Stingers                      | 258    | 116 | 130 | 12 | 244 | 0.473 |
| Floyd Smith        | 1978/79                         | Cincinnati Stingers                                         | 80     | 33  | 41  | 6  | 72  | 0.450 |
| Glen Sonmor        | 1972/73 1976/77 1977/78         | Minnesota Fighting Saints Birmingham Bulls                  | 178    | 83  | 84  | 11 | 177 | 0.497 |
| Pat Stapleton      | 1973/74–1974/75 1978/79         | Chicago Cougars Indianapolis Racers                         | 181    | 73  | 100 | 8  | 154 | 0.425 |
| Jean-Guy Talbot    | 1975/76                         | Denver Spurs/Ottawa Civics                                  | 41     | 14  | 26  | 1  | 29  | 0.354 |
| Jack Vivian        | 1974/75                         | Cleveland Crusaders                                         | 45     | 21  | 22  | 2  | 44  | 0.489 |
| Phil Watson        | 1972/73 1973/74                 | Philadelphia Blazers Vancouver Blazers                      | 80     | 40  | 43  | 0  | 80  | 0.482 |
| Ian Wilkie         | 1972/73                         | New York Raiders                                            | 1      | 1   | 0   | 0  | 2   | 1.000 |
| Johnny Wilson      | 1974/75 1975/76                 | Michigan Stags/Baltimore Blades Cleveland Crusaders         | 158    | 56  | 93  | 9  | 121 | 0.383 |

## Zeitliche Auflistung

### 1972/73
|  | Bill Dineen, Maurice Filion, Billy Harris, Camille Henry, Bobby Hull, Jack Kelley, Ray Kinasewich, John McKenzie, Harry Neale, Bill Needham, Marcel Pronovost, Maurice Richard, Terry Slater, Glen Sonmor, Phil Watson, Ian Wilkie |

### 1973/74
|  | Andy Bathgate, Bill Dineen, Billy Harris, Camille Henry, Harry Howell, Bobby Hull, Jack McCartan, Ted McCaskill, John McKenzie, Harry Neale, Bill Needham, Jacques Plante, Ron Ryan, Brian Shaw, Terry Slater, Pat Stapleton, Phil Watson |

### 1974/75
|  | Joe Crozier, Bill Dineen, Jean-Guy Gendron, John Hanna, Billy Harris, Harry Howell, Sandy Hucul, Bobby Hull, Bill Hunter, Jack Kelley, Bob Leduc, Jack McCartan, Gerry Moore, Harry Neale, Rudy Pilous, Ron Ryan, Brian Shaw, Pat Stapleton, Jack Vivian, Johnny Wilson |

### 1975/76
|  | Bob Baun, Don Blackburn, Joe Crozier, Jacques Demers, Bill Dineen, Clare Drake, Jean-Guy Gendron, Sandy Hucul, Bill Hunter, Ron Ingram, Jack Kelley, Bobby Kromm, Gilles Léger, Gerry Moore, Harry Neale, Terry Slater, Jean-Guy Talbot, Johnny Wilson |

### 1976/77
|  | Marc Boileau, Joe Crozier, Jacques Demers, Bill Dineen, Bep Guidolin, Ron Ingram, Pat Kelly, Bobby Kromm, Gilles Léger, Harry Neale, Al Rollins, Glen Sather, Terry Slater, Glen Sonmor |

### 1977/78
|  | John Bassett, Marc Boileau, Jacques Demers, Bill Dineen, Maurice Filion, Bill Goldsworthy, Larry Hillman, Ron Ingram, Boris Majorow, Harry Neale, Stanislav Neveselý, Jerry Rafter, Glen Sather, Glen Sonmor |

### 1978/79
|  | Don Blackburn, John Brophy, Jacques Demers, Bill Dineen, Larry Hillman, Boris Majorow, Tom McVie, Glen Sather, Floyd Smith, Pat Stapleton |

## Statistik

### Meiste Spiele
|    | Name           | Anzahl |
| -- | -------------- | ------ |
| 1. | Bill Dineen    | 545    |
| 2. | Harry Neale    | 404    |
| 3. | Jacques Demers | 311    |
| 4. | Terry Slater   | 258    |
| 5. | Joe Crozier    | 239    |
| 6. | Ron Ingram     | 212    |
| 7. | Billy Harris   | 197    |
| 8. | Pat Stapleton  | 181    |
| 9. | Glen Sonmor    | 178    |
|    | Glen Sather    | 178    |

|    | Name             | Anzahl |
| -- | ---------------- | ------ |
| 1. | Bill Dineen      | 71     |
| 2. | Harry Neale      | 65     |
| 3. | Bobby Kromm      | 33     |
| 4. | Glen Sather      | 23     |
| 5. | Jack Kelley      | 21     |
| 6. | Jean-Guy Gendron | 20     |
|    | Jacques Demers   | 20     |
| 8. | Bobby Hull       | 18     |
|    | Pat Stapleton    | 18     |
|    | Ron Ingram       | 18     |

### Meiste Siege
|     | Name             | Anzahl |
| --- | ---------------- | ------ |
| 1.  | Bill Dineen      | 318    |
| 2.  | Harry Neale      | 208    |
| 3.  | Jacques Demers   | 144    |
| 4.  | Terry Slater     | 116    |
| 5.  | Joe Crozier      | 109    |
| 6.  | Billy Harris     | 99     |
| 7.  | Bobby Kromm      | 98     |
| 8.  | Jean-Guy Gendron | 96     |
| 9.  | Glen Sather      | 95     |
| 10. | Ron Ingram       | 92     |

|    | Name             | Anzahl |
| -- | ---------------- | ------ |
| 1. | Bill Dineen      | 44     |
| 2. | Harry Neale      | 32     |
| 3. | Bobby Kromm      | 23     |
| 4. | Jack Kelley      | 14     |
| 5. | Marc Boileau     | 12     |
| 6. | Jean-Guy Gendron | 9      |
|    | Bobby Hull       | 9      |

### Meiste Punkte und Avco-World-Trophy-Siege
|     | Name             | Anzahl |
| --- | ---------------- | ------ |
| 1.  | Bill Dineen      | 664    |
| 2.  | Harry Neale      | 437    |
| 3.  | Jacques Demers   | 310    |
| 4.  | Terry Slater     | 244    |
| 5.  | Joe Crozier      | 231    |
| 6.  | Billy Harris     | 207    |
| 7.  | Bobby Kromm      | 200    |
| 8.  | Ron Ingram       | 198    |
| 9.  | Glen Sather      | 197    |
| 10. | Jean-Guy Gendron | 196    |

|    | Name          | Anzahl |
| -- | ------------- | ------ |
| 1. | Bill Dineen   | 2      |
| 2. | Tom McVie     | 1      |
|    | Bobby Kromm   | 1      |
|    | Jack Kelley   | 1      |
|    | Marc Boileau  | 1      |
|    | Larry Hillman | 1      |